# Conacul Mari
Conacul Mari este un monument istoric aflat pe teritoriul satului Bățanii Mici; comuna Bățani.